# 100s
100s [Hyaku-Shiki]（ひゃくしき）は、シンガーソングライターの中村一義を中心とした日本のロックバンド。

## 概要
様々な音楽経歴を持つ中村一義 (Vo.)、池田貴史 (Key.)、町田昌弘 (Gtr.)、小野眞一 (Gtr.)、山口寛雄 (Bs.)、玉田豊夢 (Drs./バンマス)の6人からなるバンド。2001年夏、中村のフェス出演にあたって集まったバックバンドのメンバーと中村が意気投合してバンド活動へと発展。2002年に同メンバーでレコーディングを行った中村のソロ名義のシングル3枚とアルバム1枚（タイトルは『100s』）をリリースした後にバンド名を「100s」に決定し、2004年より正式な活動をスタートさせた。
バンド名は、TVアニメ『機動戦士Ζガンダム』に登場するモビルスーツ「百式 (ひゃくしき)」に由来する。
メンバーの内、町田・玉田・山口の3人は音楽専門学校の同級生、中村と池田は自宅（当時）が近所であった。
その後、メンバー各自が多忙になったために集まることが難しくなり、2010年以降は活動休止状態となっている。
2025年現在、最後の活動は2012年12月21日開催の「20121221_-博愛博_2012-」となっている。

## メンバー
- 中村一義 （なかむら かずよし、1975年2月18日 - ）
  - ボーカル・ギター担当。ほとんどの楽曲を作詞・作曲している。ニックネームは中村くん、一義、ナカカズなど。
  - 1997年にデビューしたシンガーソングライター。独特の発語感を持ちそのボーカリゼーションは日本語英語とも言われている。
  - 結成当初はライブではギターを弾いていたが、完全に100s名義になってからはボーカルに専念している。
  - 100sの活動休止後はソロ活動を再開。新たなバンド「海賊」を結成する。
- 池田貴史 （いけだ たかふみ、1974年2月15日 - ）
  - キーボード担当。ニックネームは池ちゃん。
  - 1997年にSUPER BUTTER DOGのメンバーとしてデビュー。2007年からは「レキシ」としても活動している。
  - 2000年、中村一義の3rdアルバム『ERA』のレコーディングに参加。その他にも小谷美紗子などのサポートをしている。
  - 音楽プロデューサーとしての活動もしており、スネオヘアーなどのプロデュースを行っている。
  - バラエティ番組にも多数出演する。
- 町田昌弘 （まちだ まさひろ、1975年11月6日 - ）
  - ギター担当。ニックネームはまっちぃ。
  - 1999年、玉田と共に、自身がVo&Gtを務めるバンド「The Pretty Side Movie」を結成。2003年からは100sと並行してソロプロジェクト「キャスバル」をスタートさせたほか、山口、玉田とともに「kicca」のメンバーとしても活動。2007年からはソロ名義で活動開始。
  - 大森洋平、THE STAND UP、WONDERS、北出菜奈、ビアンコネロ、岡野宏典などのプロデュースを行っている[注 2]。
  - 2009年からはサポートミュージシャンとしてTHE BOOMのツアーに帯同、アルバムにも参加していた。
  - 100sの活動休止後は中村とのトーク&弾き語りツアー『まちなかオンリー!』を開催するほか、中村があらたに結成したバンド「海賊」にも参加。
- 小野眞一 （おの しんいち、1974年1月28日 - ）
  - ギター担当。ニックネームは小野ちゃん。
  - 2000年、「shortcut miffy!」のメンバーとしてデビューするが翌2001年に解散。その他、「tae」のギター、「フィッシュバスケット」のボーカル&ギターなどとしても活動する。
  - 「まんまる」のPVにおいて奇妙な着ぐるみを着させられておりライブもその着ぐるみを着て登場することがある。
- 山口寛雄 （やまぐち ひろお、1976年3月30日 - ）
  - ベース担当。ニックネームはヒロくん。
  - ベーシストとして大塚愛、コブクロ、surface、小谷美紗子などのサポートを行っている。
  - コンポーザーとしてw-inds.、EXILE、倖田來未、BoA、タッキー&翼、V6などへ楽曲を提供をしている。
  - 2003年、100sと並行して「THE UNCOLOURED」でデビュー。2005年、小谷美紗子と玉田とともに「小谷美紗子trio」を結成。
- 玉田豊夢 （たまだ とむ、1975年6月23日 - ）
  - ドラム担当。ニックネームはトム。
  - 1998年よりプロドラマーとして活動をスタート。2000年、中村一義の3rdアルバム『ERA』のレコーディングに参加。小谷美紗子、いきものがかり、ポルノグラフィティ、kicca、浜崎あゆみ、倖田來未、nano.RIPE、柳田久美子、Rie fu、斉藤和義、角松敏生など数多くのアーテイストの作品やライブをサポートしている。
  - 2005年、小谷美紗子と山口とともに「小谷美紗子trio」を結成。

## 来歴
2001年夏、中村一義がロッキングオン主催の野外ロック・フェスティバル「ROCK IN JAPAN FESTIVAL 2001」に大トリとして出演した際にバックバンドのメンバーと意気投合。そのライブで得たバンドマジックの実感とステージの高揚感をそのままスタジオに持ち込み、そのメンバーでレコーディングを始める。
2002年、前年にバンドメンバーでレコーディングした楽曲を「中村一義」名義のシングル「キャノンボール」としてリリース。同じメンバーで続いて制作されたアルバム『100s』をはさみ、日本武道館と大阪城ホール公演を含む全国ツアー「博愛博」「博愛博＋」を開催。
2003年、「中村一義（100s）」として野外フェス「ROCK IN JAPAN FESTIVAL 2003」、「HIGHER GROUND」に出演。
2004年、バンド「100s」として活動していくことを表明。1stシングル「A/やさしいライオン」、2ndシングル「Honeycom.ware/B.O.K」をリリース。年末には「COUNTDOWN JAPAN 04/05」に出演する。
2005年1月、1stアルバム「OZ」をリリースし、オリコン初登場10位を獲得。 同年、Zeppを中心としたライブハウスのみの全国ツアー「The Tour of OZ」「The Tour of OZ#」を行う。また「SETSTOCK」、「FUJI ROCK FESTIVAL」、「ROCK IN JAPAN FESTIVAL 2005」、「MONSTER baSH」などの野外フェスに出演する。ジョン・レノンのトリビュートアルバム『HAPPY BIRTHDAY,JOHN』に参加する。
2006年、COUNTDOWN JAPAN 06/07に出演。
2007年、レーベルをFIVE D plusへ移籍。3rdシングル「希望」、4thシングル「ももとせ」、2ndアルバム『ALL!!!!!!』をリリース。アルバムはオリコン初登場9位を記録。
また全国ツアー「100s LIVE TOUR 2007 百来来!!!!!!」を敢行し、その最終特別公演として「今一度音志を洗濯したく候」を両国国技館にて行う。同年、「風とロックFES」「ROCK IN JAPAN FESTIVAL 2007」などの野外フェスにも出演。
2008年、COUNTDOWN JAPAN 08/09に出演。
2009年3月18日、約2年ぶりのリリースとなる5thシングル「そりゃそうだ」を発売。初の映画主題歌となる「ウルトラミラクルラブストーリー」のエンディングテーマのタイアップが決まる。5月27日には6thシングル「モノアイ/空い赤」、そして7月8日には3rdアルバム『世界のフラワーロード』をSHM-CD仕様でリリース。同年、「ROCK IN JAPAN FESTIVAL 2009」に出演。

## ディスコグラフィ

### 中村一義名義

#### シングル
|      | 発売日        | タイトル       | 規格 | 規格品番  | レーベル |
| ---- | ------------- | -------------- | ---- | --------- | -------- |
| 13th | 2002年1月23日 | キャノンボール | CD   | TOCT-4353 | 東芝EMI  |
| 14th | 2002年4月11日 | セブンスター   | CD   | TOCT-4374 | 東芝EMI  |
| 15th | 2002年7月31日 | 新世界         | CD   | TOCT-4393 | 東芝EMI  |

#### アルバム
|     | 発売日        | タイトル          | 規格 | 規格品番   | レーベル |
| --- | ------------- | ----------------- | ---- | ---------- | -------- |
| 4th | 2002年9月19日 | 100s (ヒャクエス) | CD   | TOCT-24841 | 東芝EMI  |

### 100s名義

#### シングル
|     | 発売日        | タイトル                                                | 規格      | 規格品番               | レーベル    |
| --- | ------------- | ------------------------------------------------------- | --------- | ---------------------- | ----------- |
| 1st | 2004年7月7日  | A/やさしいライオン (エース/やさしいライオン)            | CD        | TOCT-4739              | 東芝EMI     |
| 2nd | 2004年10月6日 | Honeycom.ware/B.O.K (ハニコム・ウェア/ビー・オー・ケー) | CD        | TOCT-4783              | 東芝EMI     |
| 3rd | 2007年2月14日 | 希望                                                    | CD        | VFCV-00007             | FIVE D plus |
| 4th | 2007年4月18日 | ももとせ                                                | CD+DVD CD | VFCV-00008B VFCV-00009 | FIVE D plus |
| 5th | 2009年3月18日 | そりゃそうだ                                            | CD+DVD CD | VFCV-00036B VFCV-00037 | FIVE D plus |
| 6th | 2009年5月27日 | モノアイ/空い赤                                         | CD+DVD CD | VFCV-00038B VFCV-00039 | FIVE D plus |

#### アルバム
|     | 発売日        | タイトル             | 規格              | 規格品番               | レーベル    |
| --- | ------------- | -------------------- | ----------------- | ---------------------- | ----------- |
| 1st | 2005年1月13日 | OZ (オズ)            | CD                | TOCT-25583             | 東芝EMI     |
| 2nd | 2007年5月16日 | ALL!!!!!!            | CD+DVD CD         | VFCV-00010B VFCV-00011 | FIVE D plus |
| 3rd | 2009年7月8日  | 世界のフラワーロード | SHM-CD+DVD SHM-CD | VFCV-00042B VFCV-00043 | FIVE D plus |

## ミュージックビデオ
| 監督                 | 曲名 |
| 遠藤主任             | 「A」「Honeycom.ware」「あの荒野に花束を」「なぁ、未来。」「ももとせ」「希望 from DVD「百未来!!!!!!-100s LIVE TOUR 2007-」(ONLY SSTV EDITION)」「扉の向こうに」 |
| 遠藤主任＋TEXXXXXAS  | 「Q & A」 |
| 遠藤主任＋豊田京太郎 | 「希望」 |
| Yuji Endo            | 「Honeycom.ware from DVD「Ozlive!-The Tour of OZ 2005-」」 |
| 横浜聡子             | 「そりゃそうだ」「モノアイ」「魔法を信じ続けているかい？」 |